# Apomyrma stygia
Apomyrma stygia är en myrart som beskrevs av Brown, Gotwald och Levieux 1971. Apomyrma stygia ingår i släktet Apomyrma och familjen myror. Inga underarter finns listade i Catalogue of Life.

## Bildgalleri

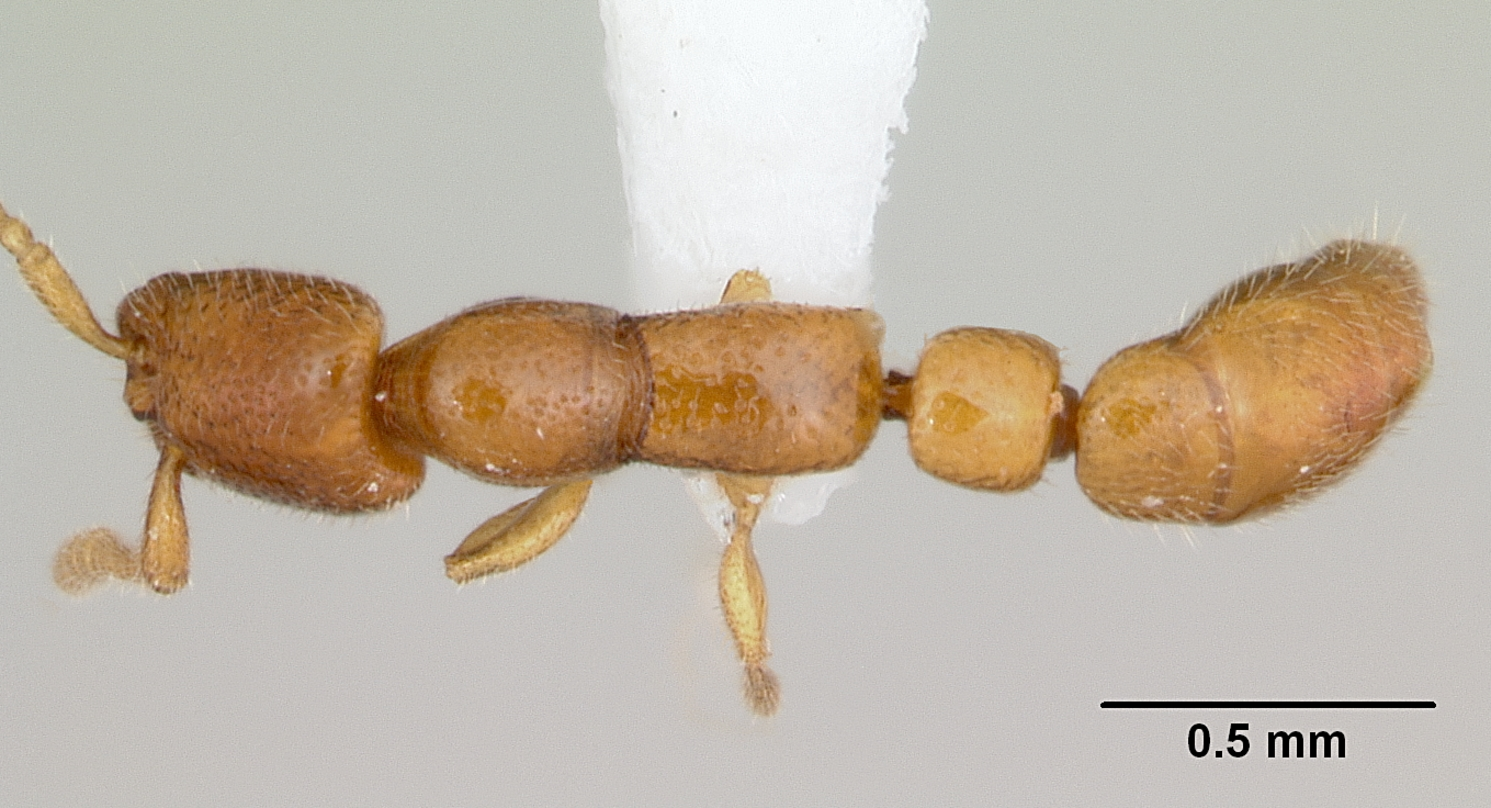
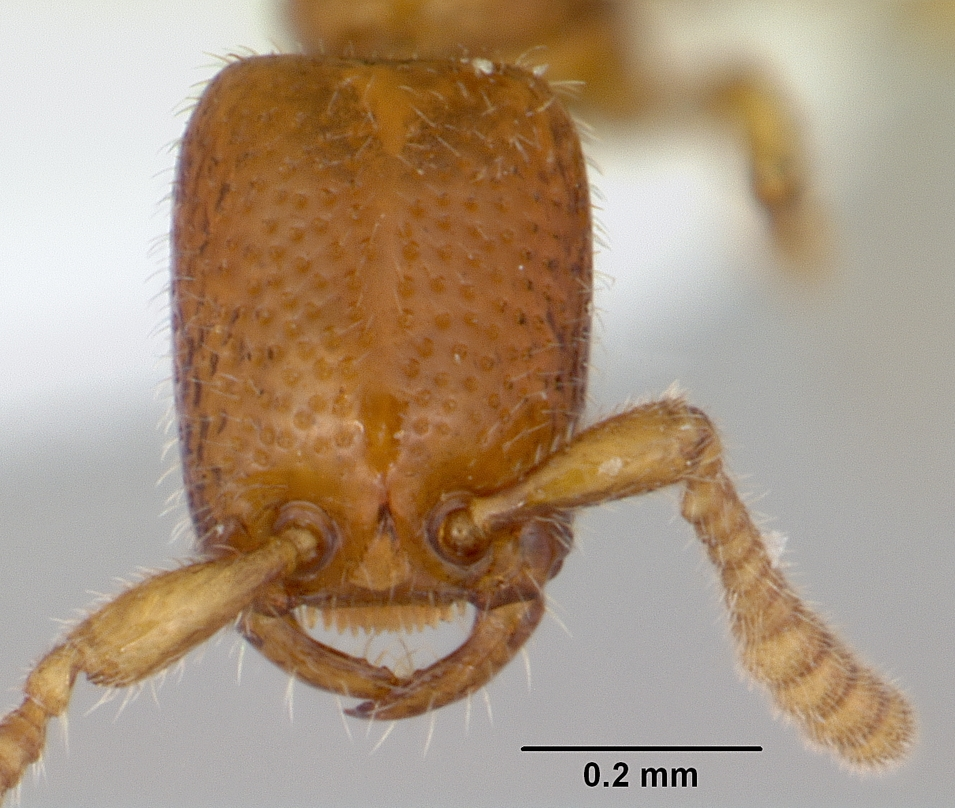
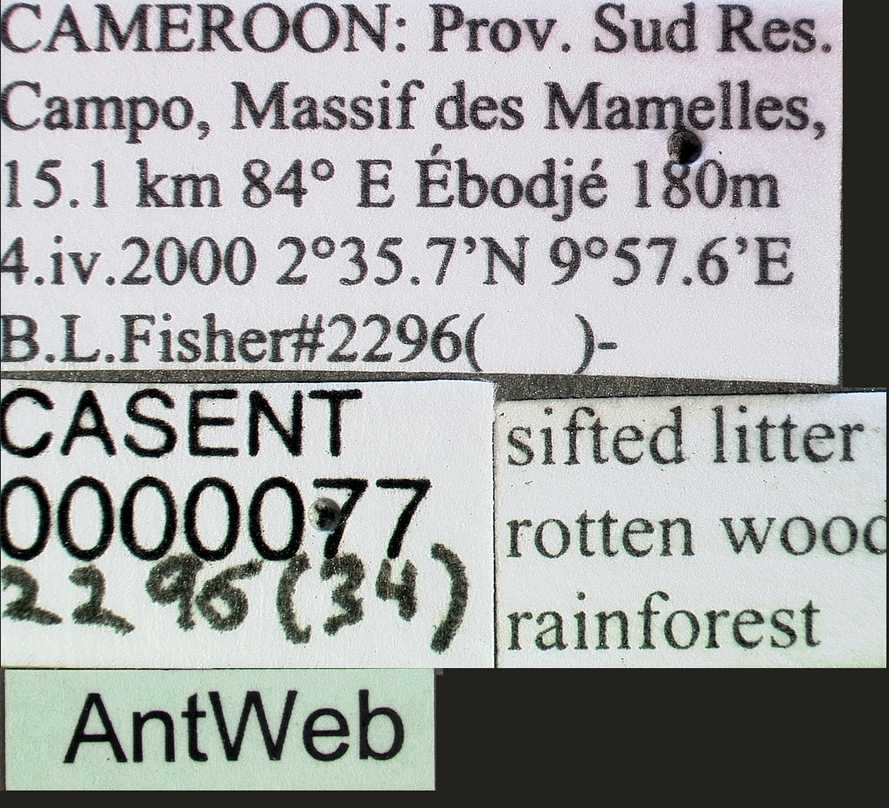
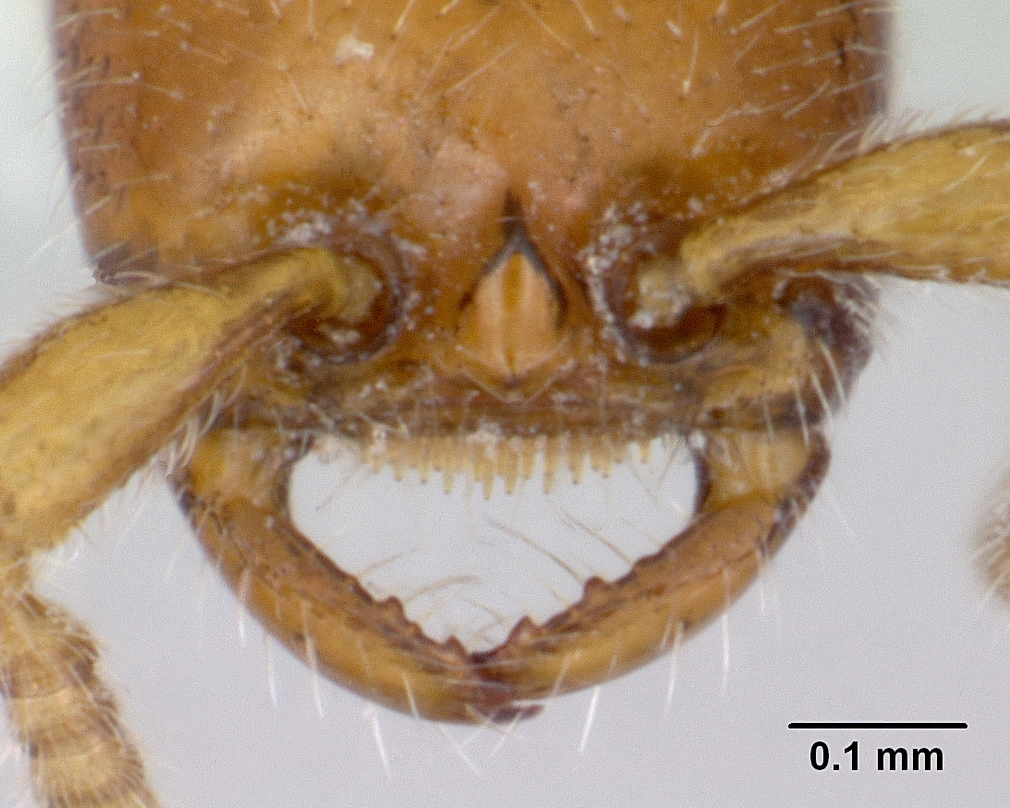
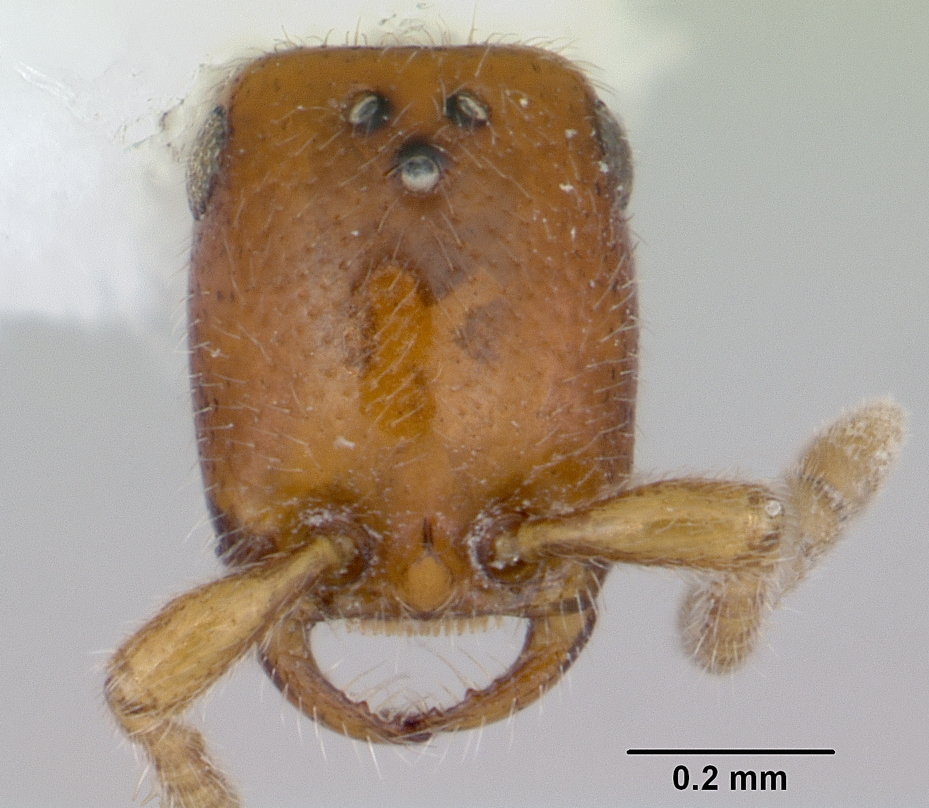
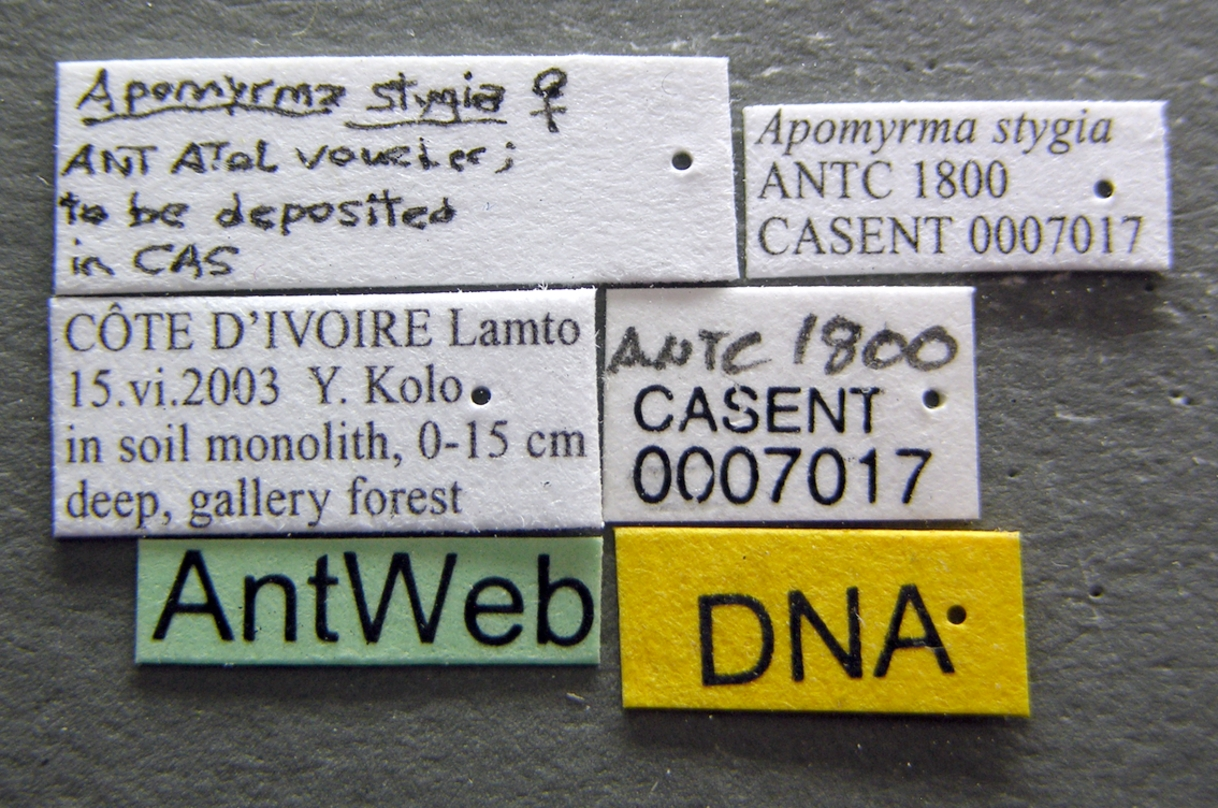